# Eloi Vila i Escarré
Eloi Vila i Escarré (Sant Esteve de Palautordera, 26 d'octubre de 1972) és periodista, guionista i escriptor. És llicenciat en Ciències de la Informació. Com a escriptor és autor de tres novel·les: L'any del Senyor (2009), Una paraula de més (2011) i Cartes des del front (2012). A TV3 ha presentat programes com Al cotxe i Quanta guerra!. Com a guionista ha col·laborat en programes televisius: El Club i El convidat, de Televisió de Catalunya; anteriorment havia estat cap d'esports d'El 9 Nou, redactor de Catalunya Avui (TVE Catalunya), redactor d'Alexandria (Canal 33) i tertulià de Ràdio Associació de Catalunya. Va col·laborar en El primer toc (RAC1), La tribu (Catalunya Ràdio) i Vespre a La 2 (TVE Catalunya).

## Llibres publicats
- L'any del Senyor (Ara Llibres; 2009). ISBN 9788493660154
- Una paraula de més (Ara Llibres; 2011). ISBN 9788493786823
- L'any del Senyor (Ara Mini; 2011). ISBN 9788493809522
- Cartes des del front (Ara Llibres; 2012). ISBN 9788415224631
- El viatge de companys. Juntament amb Antoni Tortajada (Rosa dels Vents; 2015). ISBN 9788415961499